# The Divine Lady
The Divine Lady er en amerikansk Vitaphone-tonefilm fra 1929 med synkroniseret musik, lydeffekter og lidt synkroniseret sang, men ingen talt dialog.
Filmen blev instrueret af Frank Lloyd og havde Corinne Griffith i hovedrollen. Filmen handler om kærlighedsaffæren mellem Horatio Nelson og Emma Hamilton. Temasangen "Lady Divine", med tekst af Richard Kountz og musik af Nathaniel Shilkret, blev et stort hit i 1929 og
er senere blevet genindspillet af flere kunstnere.
Manuskriptet var skrevet af Harry Carr, Forrest Halsey, Agnes Christine Johnston og Edwin Justus Mayer og baseret på romanen The Divine Lady: A Romance of Nelson and Emma Hamilton af E. Barrington.
Filmen vandt en Oscar for bedste instruktør og var nomineret til Oscar for bedste kvindelige hovedrolle (Corinne Griffith) og Oscar for bedste fotografering.
Det er den eneste film der har vundet bedste instruktør uden at være nomineret til en Oscar for bedste film.

## Eksterne Henvisninger
- The Divine Lady på Internet Movie Database (engelsk)
- The Divine Lady i Svensk Filmdatabas (svensk)
- The Divine Lady på AlloCiné (fransk)
- The Divine Lady på MovieMeter (nederlandsk)
- The Divine Lady på AllMovie (engelsk)
- The Divine Lady hos American Film Institute (engelsk)
- The Divine Ladys profil hos Encyclopædia Britannica Online (engelsk)
- The Divine Lady på Turner Classic Movies (engelsk)
- The Divine Lady på The Movie Database (engelsk)
- The Divine Lady på Rotten Tomatoes (engelsk)